# Stade Rino-Mercante
Le Stadio Rino Mercante est un stade multisports située à Bassano del Grappa, en Italie.
Il accueille les matchs du club de football Bassano Virtus 55. Il possède une piste de cyclisme de 400 m en ciment et en résine.

## Histoire
Les championnats du monde de cyclisme sur piste 1985 s'y sont déroulés, ainsi que plusieurs championnats nationaux.
Cette piste a également été le lieu d'arrivée du Tour de Vénétie de 1970 à 1980 et d'étapes du Tour d'Italie en 1946, 1949, 1968, 1970 et 1974.